# Apetina
Apetina – miejscowość, w dystrykcie Sipaliwini, w Surinamie. Według danych na rok 2020 miejscowość zamieszkiwały 324 osoby.

## Historia
Apetina została założona w latach 1938–1942 przez plemię Wayana, które z powodu wojny plemion, przywędrowało tu z Brazylii. Nazwa miejscowości pochodzi od nazwiska ich przywódcy Kananoe'y Apetiny. W latach 60. przybyli tam misjonarze, szerząc chrześcijaństwo i tworząc placówkę medyczną.

## Transport
W miejscowości znajduje się lądowisko.